# Urosalpinx subangulata
Urosalpinx subangulata är en snäckart som först beskrevs av Robert Edwards Carter Stearns 1873.  Urosalpinx subangulata ingår i släktet Urosalpinx och familjen purpursnäckor. Inga underarter finns listade i Catalogue of Life.